# Zeitgeber
Les Zeitgebers se définissent comme étant tous les indices environnementaux qui modulent la période et la phase des rythmes circadiens endogènes. Un Zeitgeber permet donc à un organisme d’ajuster son horloge biologique interne aux cycles environnementaux.

## Histoire
Le terme allemand Zeitgeber, signifiant « donneur de temps », a été proposé pour la première fois par le scientifique Jürgen Aschoff, aussi considéré comme étant le père du domaine de la chronobiologie. Dans son article intitulé « Composantes exogènes et endogènes dans les rythmes circadiens » et paru en 1960 dans le journal Cold Spring Harbor Symposia on Quantitative Biology, il a mentionné que la période des rythmes biologiques est déterminée par une interaction entre les composantes endogènes d’un organisme, c’est-à-dire l’horloge interne, et les composantes externes, représentant les indices environnementaux.

## Horloge circadienne endogène
Les rythmes circadiens sont des oscillations d’environ 24 heures de processus physiologiques et comportementaux générés intérieurement qui synchronisent les activités de l’organisme avec les changements environnementaux associés au jour solaire. En effet, le principal avantage de ce mécanisme interne est de permettre à un organisme d’anticiper des changements, telles que des modifications environnementales, lui permettant ainsi de mieux se préparer aux défis auxquels il devra faire face dans un avenir rapproché, et ce, de la façon la plus optimale. La période des rythmes biologiques chez la plupart des organismes peut être plus grande ou même plus petite que 24 heures, ce qui crée un décalage par rapport à un cycle normal d’exactement 24 heures. Leurs horloges biologiques ont donc besoin d’être constamment réajustées. Puisque l’horloge circadienne est non seulement capable de générer des rythmes, mais est aussi un détecteur d’informations environnementales (Zeitgebers), celle-ci a donc la capacité de réajuster sa propre période. Ce sont donc des Zeitgebers comme la variation de lumière ou l’accessibilité à la nourriture qui vont permettre à l’horloge de faire ce réajustement,. L’horloge circadienne comporte deux parties, notamment l’horloge centrale dans le noyau suprachiasmatique (NSC) et les horloges périphériques. Chez les mammifères, le NSC agit comme un pacemaker situé dans l’hypothalamus, au-dessus du chiasma optique. À la suite de la réception d’un signal, le NSC régule l’activité des organes périphériques qui comportent leur propre horloge périphérique . L’horloge périphérique joue un rôle spécifique par l’entremise de régulation d’expression génique selon les tissus du système cardiovasculaire, métabolique, endocrinien, immunitaire et reproducteur.

## La lumière comme Zeitgeber
Étant donné le fait que l’horloge circadienne de l’humain est de 24,2 heures, sans influence de l’environnement et donc sans lumière, notre horloge prendrait un retard d'une heure tous les cinq jours. La lumière étant un des Zeitgebers les plus puissants chez la plupart des animaux, elle permet de ramener la période de notre horloge à 24 heures. La lumière est le Zeitgeber le plus abondamment utilisé par les horloges circadiennes, car la lumière et l'obscurité sont responsables pour tous les autres rythmes et sont donc la source d'information la plus fiable sur le temps de la journée. L’ajustement de notre horloge se fait à l’aide de nos yeux. Ce processus, appelé photoentrainement, est un facteur important chez les animaux, afin qu'ils s'assurent de démontrer des comportements appropriés selon le moment de la journée. La lumière est transmise au NSC par la rétine via un groupe spécial de cellules photoréceptrices, des cellules ganglionnaires. Elles se situent dans la rétine et contiennent des protéines appelées mélanopsines et sont reliées au NSC via un système nerveux différent de celui impliqué dans la perception visuelle. Ces cellules photoréceptrices seraient particulièrement sensibles à la lumière bleue (longueur d’onde de 450-470 nm).
La rétine humaine contient des cônes et des bâtonnets, ayant les protéines conopsine et rhodopsine respectivement, impliquées dans la vision. Selon l’expérience de Lucas et al. utilisant les rongeurs comme modèle, une souris n’ayant ni les cônes, ni les bâtonnets peut voir son horloge circadienne décalée par la lumière et ce grâce aux cellules ganglionnaires contenant la mélanopsine. Mais si elles n'ont aucune de ces trois protéines photoréceptrices, l’horloge ne peut se faire décaler par la lumière. Il semble donc y avoir un rôle partagé entre ces trois cellules afin d’avoir une réponse à la lumière.Par exemple, s'il y a une ablation complète des cellules ganglionnaires, la réponse à la lumière ne se fait pas car ce sont ces cellules qui, via le tractus rétinohypothalamique, font la connexion entre la lumière perçue et le NSC. Dans cette autre expérience , à la figure 2, l’effet d’une stimulation lumineuse sur l’horloge biologique et l’expression de certains gènes de l’horloge est bien démontré. Le fait d’appliquer l’impulsion lumineuse pendant la nuit (pour un rongeur n'étant actif que la nuit), augmente l’expression du gène per1, dans les NSC, per1 étant un gène de l’horloge, nécessaire à son fonctionnement chez les mammifères. Ceci affecte donc le fonctionnement de l’horloge moléculaire et affecte donc le rythme de l’horloge du rongeur. Selon l'actogramme de la figure 1 de cette expérience, lorsque le rongeur a son horloge entraînée selon un cycle de 12 heures de lumière suivies de 12 heures d'obscurité (cycle LD 12:12), une impulsion nerveuse au début de la nuit cause un délai des rythmes (le rongeur commence à être actif plus tard) et une impulsion nerveuse en fin de nuit cause une avance des rythmes (le rongeur commence à être actif plus tôt). Cette expérience démontre donc non seulement que la lumière a un effet sur les rythmes circadiens, mais le moment où la lumière est perçue via les cellules photoréceptrices joue aussi un rôle majeur.
La lumière est un zeitgeber plus puissant que les relations sociales.

## La nourriture comme Zeitgeber
La lumière n’est pas le seul exemple classique d’un Zeitgeber. Des études montrent que l’expression des gènes de l’horloge peut être entraînée par un accès alimentaire périodique et que l’alimentation serait donc un autre exemple commun de Zeitgeber.
Les gènes de l’horloge circadienne ne sont pas uniquement exprimés dans le noyau suprachiasmatique selon les récentes découvertes. En fait, ceux-ci peuvent également être exprimés dans d’autres structures du système nerveux central et aussi dans certains tissus périphériques, tel que le foie. Contrairement aux gènes de l’horloge retrouvés dans le NSC, les gènes de l’horloge circadienne présents dans les cellules du foie et de plusieurs autres organes périphériques sont ceux qui seraient exprimés lorsque les repas sont périodiques. Chez les rongeurs de laboratoire, l’alimentation périodique est justement le Zeitgeber dominant pour les horloges circadiennes périphériques. Cela peut s’expliquer par le fait que plusieurs organes majeurs adaptent leur physiologie à l’absorption de nourriture et d’eau. De nombreuses expériences soulignent l’importance de ce Zeitgeber. Par exemple, les résultats d’une expérience montrent qu’en permettant à des rats et des souris actifs pendant la nuit de se nourrir que durant le jour, la phase d’expression des gènes de tous ces organes s’inverse très rapidement, en environ une semaine. Par contre, les résultats montrent aussi que l’horloge circadienne du NSC est complètement résistante aux signaux associés à l’alimentation périodique,.
Ce domaine de recherche en est encore à ses débuts et beaucoup de questions sur les mécanismes moléculaires de l’activité anticipatrice alimentaire restent sans réponse. Il n’est à ce jour toujours pas clair de quelle façon la nourriture définit la phase des horloges circadiennes. Cependant, il semblerait que la nourriture riche en calorie entraîne plus efficacement l’activité anticipatrice alimentaire et que les repas non nutritifs ont très peu ou pas d’effet sur l’activité.
Même si la nourriture est une indication pouvant servir à la réinitialisation de l’horloge interne, celle-ci n’est pas un Zeitgeber aussi important que la lumière, du moins chez la drosophile.